# Лотта Лутасс
Лотта Лутасс (швед. Lotta Lotass, повне ім'я Брітт Інгер Лізелотт Лутасс (швед. Britt Inger Liselott Lotass; нар. 28 лютого 1964, Боргсхеден, Коппарберг) — шведська письменниця, твори якої перекладені німецькою, нідерландською, данською мовами.
Вивчала порівняльне літературознавство у Гетеборзькому університеті. Захистила дисертацію про творчість Стіг Дагерман (2002). Дебютувала як письменник із романом «Чисте джерело» (2000). Живе у Гетеборзі.

## Нагороди
- Літературна премія газети «Афтонбладет» (2001)
- Літературна премія Сельми Лагерлеф (2014)